# Fjord Ikerasak

Location du fjord Ikerasak

Le fjord Ikerasak (en groenlandais : Ikerasaup Sullua ; en danois : Qarajaqs Isfjord), est un fjord du nord-ouest du Groenland, sur la municipalité de Qaasuitsup.

## Géographie
Il constitue la partie interne du Uummannaq Fjord au pied de la péninsule de Nuussuaq et mesure environ 50 km de longueur. Le fjord a un fjord tributaire au nord nommé Qaraassap Imaa, qui se vide à environ 70° 22′ 45″ N, 51° 00′ 00″ O, entre la pointe Qaraasap Nunataa au sud-est et la péninsule Drygalski au nord-ouest.

## Village
Ikerasak, sur l'île Ikerasak, au nord-ouest, est le seul village du fjord.

## Transport
Le fjord peut être atteint par bateau ou par hydravion, les bateaux étant affrétés individuellement à partir d'Ikerasak, ou dans le cadre d'une visite guidée des glaciers d'Uummannaq. Ikerasak Heliport (en) est desservi par Air Greenland. Il s'agit du seul aérodrome de la région avec des liaisons vers Uummmannaq et Saattut.